# Moḩīābād
Moḩīābād (persiska: محی‌آباد, Mohyābād, Mohīābād) är en ort i Iran.   Den ligger i provinsen Kerman, i den sydöstra delen av landet, 800 km sydost om huvudstaden Teheran. Moḩīābād ligger 1 815 meter över havet och antalet invånare är 3 493.
Terrängen runt Moḩīābād är platt norrut, men söderut är den kuperad.Runt Moḩīābād är det glesbefolkat, med 13 invånare per kvadratkilometer. Närmaste större samhälle är Māhān, 12,0 km öster om Moḩīābād. Trakten runt Moḩīābād är ofruktbar med lite eller ingen växtlighet.